# Taverniera sericophylla
Taverniera sericophylla är en ärtväxtart som beskrevs av Isaac Bayley Balfour. Taverniera sericophylla ingår i släktet Taverniera och familjen ärtväxter. IUCN kategoriserar arten globalt som sårbar. Inga underarter finns listade i Catalogue of Life.